# Zhongxing Lu
Zhongxing Lu (chiń. 中兴路站) – stacja początkowa metra w Szanghaju, na linii 8. Zlokalizowana jest pomiędzy stacjami Xizang Bei Lu i Qufu Lu. Została otwarta 29 grudnia 2007.